# Goldgelber Flachstrecker
Der Goldgelbe Flachstrecker (Philodromus aureolus) ist eine Webspinne aus der Familie der Laufspinnen (Philodromidae) und die häufigste Art dieser Familie.

## Merkmale

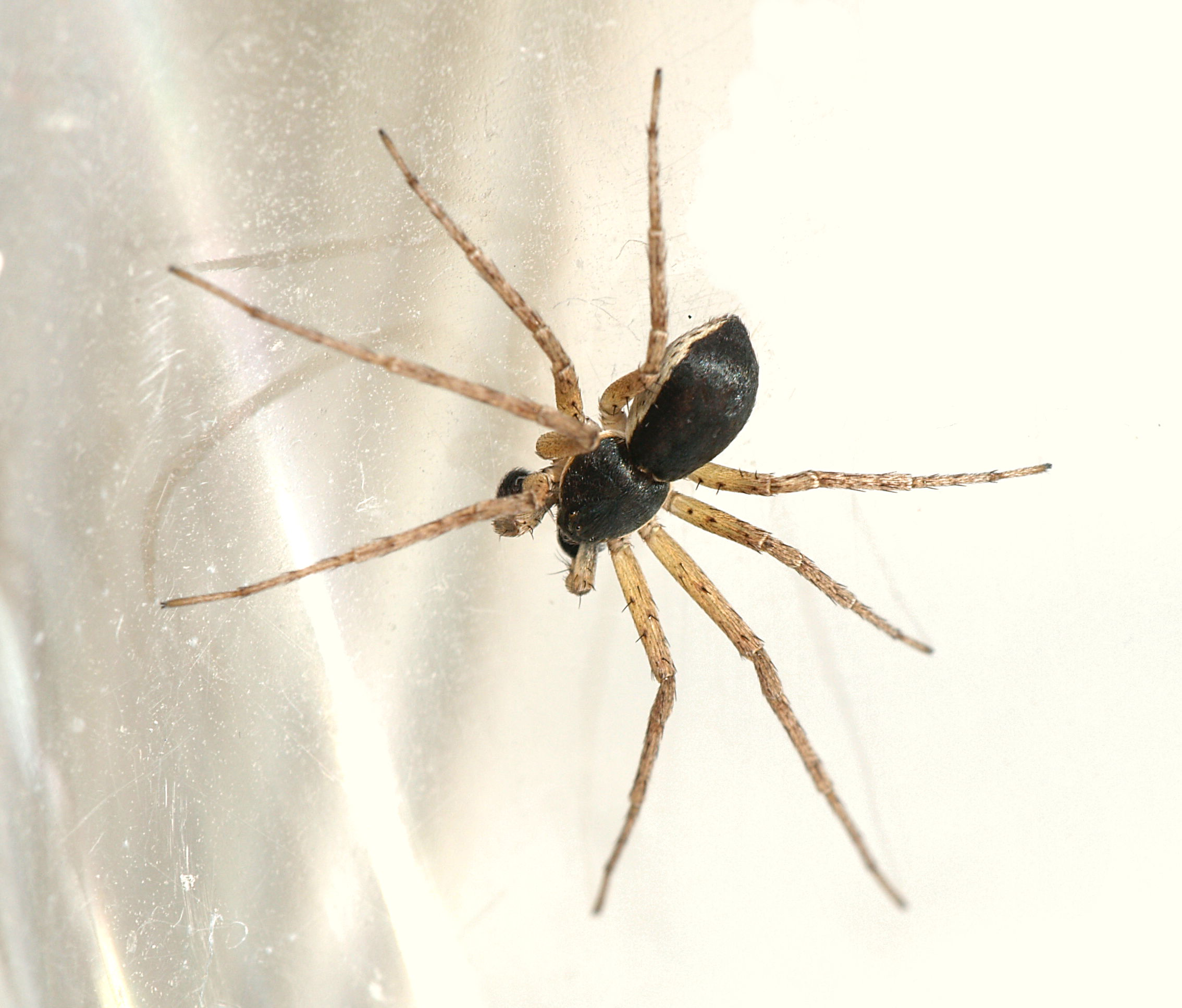
Männchen

Die Körperlänge des Weibchens beträgt vier bis sieben, die des Männchens 3,5 bis fünf Millimeter. Auch von der Färbung her unterscheiden sich die beiden Geschlechter des Goldgelben Flachstreckers. Das Weibchen hat eine rot- bis dunkelbraune Grundfärbung. Das Zentrum des Prosomas trägt ein breites und helles Längsband, während die Flanken des Prosomas dunkel gehalten sind. Das Opisthosoma des Weibchens besitzt einen oft undeutlichen, dunkel gefärbten und hell umrandeten Spießfleck. Die Zeichnung des Männchens entspricht der des Weibchens, da sie aber dunkler ist, erscheint sie auf der dunkelbraunen Grundfärbung des Männchens weniger deutlich. Außerdem verfügt das Männchen über einen grünlichen Metallschimmer am gesamten Körper, dessen Intensität je nach Individuum variiert. Wie alle Laufspinnen besitzt der Goldgelbe Flachstrecker lange, seitlich angelegte Beine, die das Tier zu einem wendigen und schnellen Läufer werden lassen. Auch die Anordnung der Augen entspricht jener der anderen Vertreter dieser Familie.

## Vorkommen
Der weit verbreitete Goldgelbe Flachstrecker bewohnt die Kontinente Europa, Asien, Afrika und Nordamerika. Er bewohnt verschiedene Wälder und Buschlandschaften ebenso wie offene Areale und Gärten und ist die häufigste Laufspinne überhaupt.

## Lebensweise

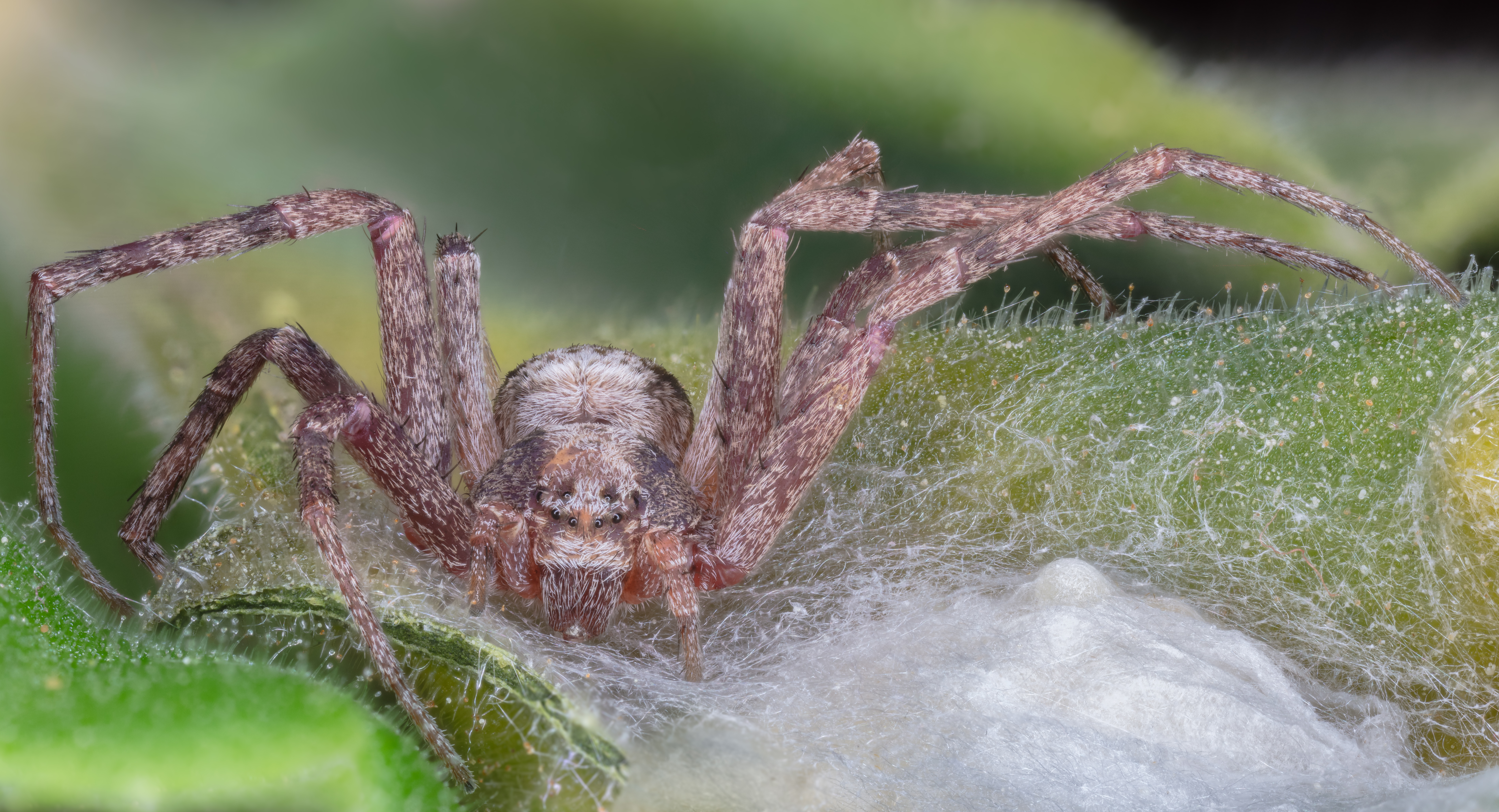
Weibchen mit Eikokon

Der Goldgelbe Flachstrecker bewohnt vor allem die Zweige und das Blattwerk von Bäumen, Sträuchern und Kräutern in seinem Habitat. Dort führt er wechselhaft schnelle Fortbewegungen aus, ehe er abrupt zum Stillstand kommt. Wie die anderen Laufspinnen ist der Goldgelbe Flachstrecker ein Hetzjäger, der andere Arthropoden in passender Größe erbeutet.

### Fortpflanzung
Nach der Paarung errichtet das Weibchen einen flachen Eikokon und befestigt dieses mithilfe eines Gespinstes an Blättern oder Baumrinde. Bis zum Schlupf der Jungspinnen wird der Kokon vom Weibchen bewacht. Diese entwickeln sich nach dem Schlupf bis zum Herbst zur Juvenilität und suchen nach einem geeigneten Standort für die Überwinterung. Dabei wird oftmals die lose Rinde abgestorbener Bäume bevorzugt. Nicht selten befinden sich mehrere Spinnen an einem Standort für die Überwinterung. Ausgewachsene Tiere sind von Mai bis August zu finden.

## Systematik
In der Zoologie sind nur wissenschaftliche Namen gültig, die nach Beginn des Jahres 1758, in dem die 10. Auflage von Carl von Linnés grundlegendem Werk Systema naturae erschien, vergeben wurden. Eine Ausnahme bilden dabei einige Spinnen, die von Carl Alexander Clerck in seinem Buch Svenska spindlar beschrieben wurden. Zu ihnen zählt der Goldgelbe Flachstrecker, der von Clerck den Namen Araneus aureolus erhielt. Charles Athanase Walckenaer teilte die Spinnen im Jahr 1805 in verschiedene Familien und gab dem Goldgelbe Flachstrecker die Bezeichnung Thomisus aureolus und ordnete ihn somit bei den Krabbenspinnen ein. Gleicher Beschreiber gab 1837 der Art ihre heute gebräuchliche Bezeichnung Philodromus aureolus.

## Galerie

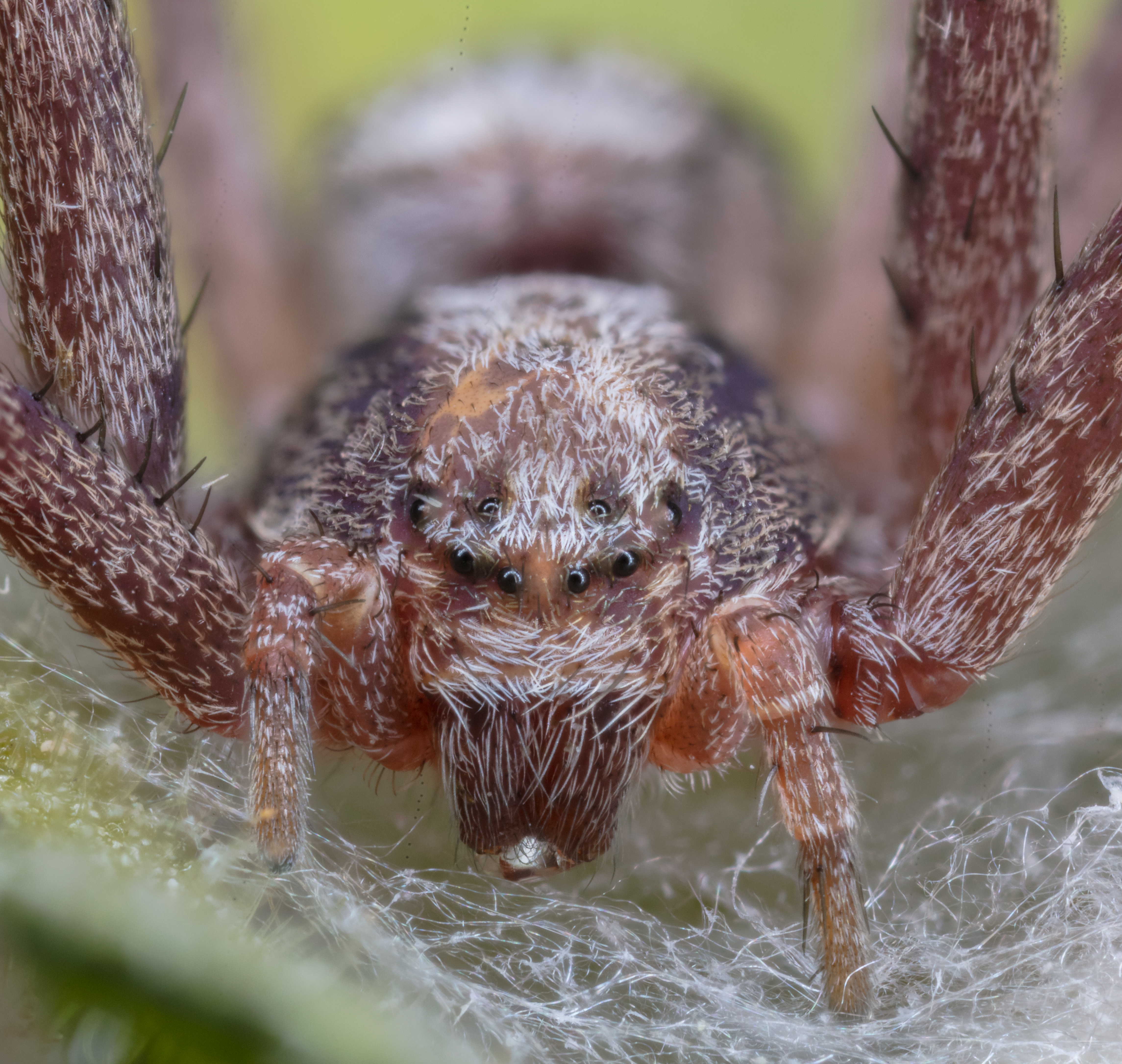
Frontalansicht eines Weibchens
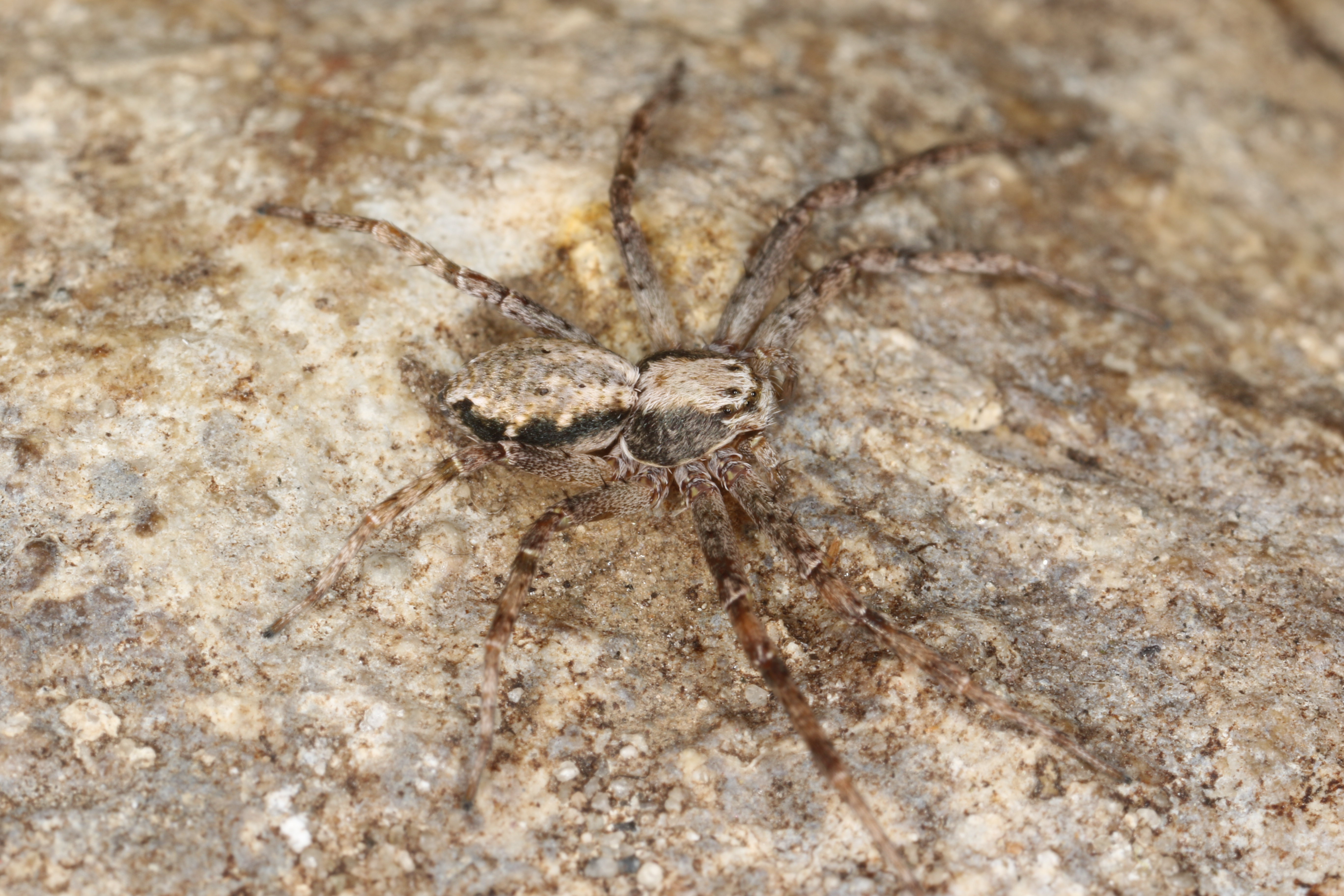
Lateralsicht eines Weibchens
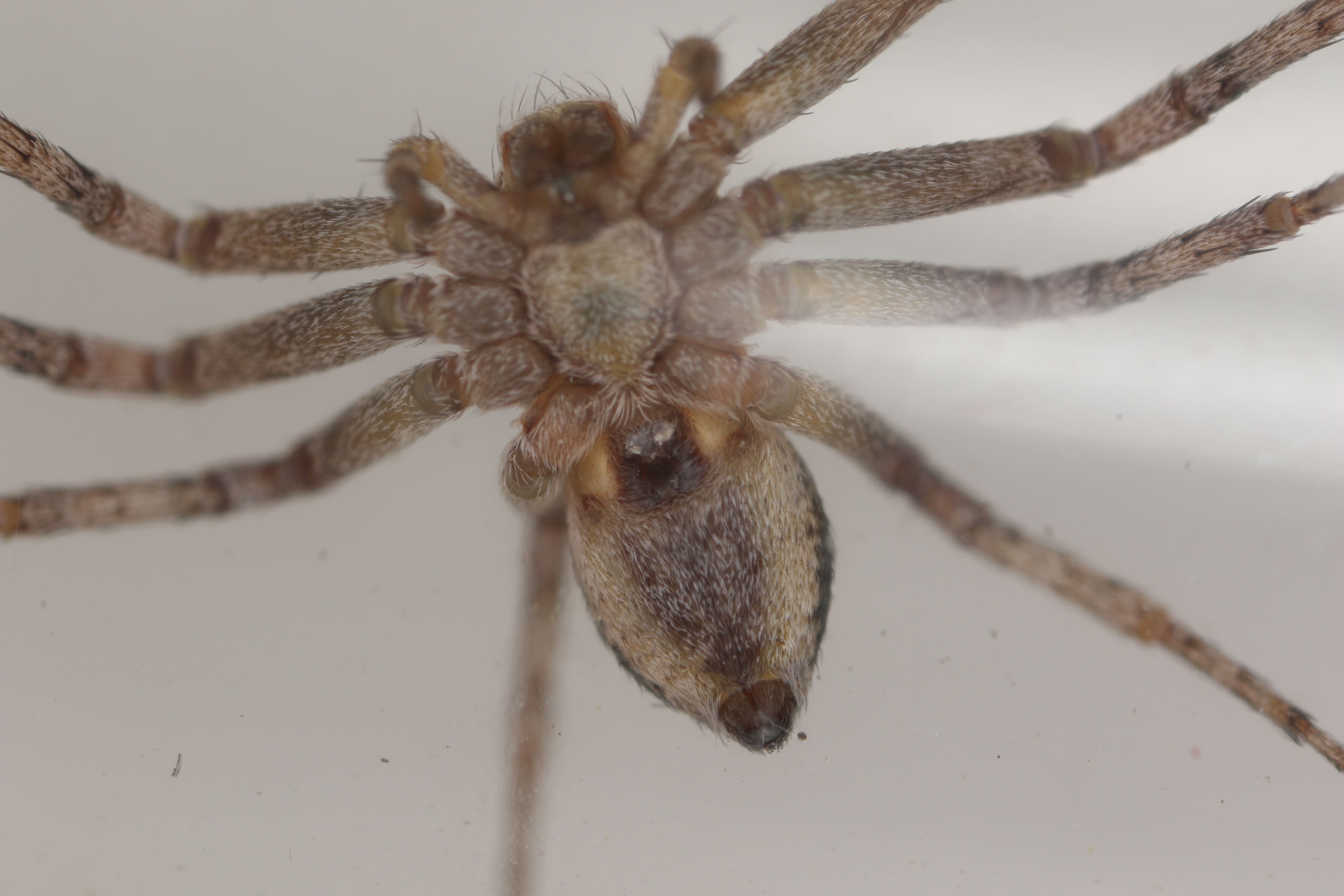
Unteransicht eines Weibchens
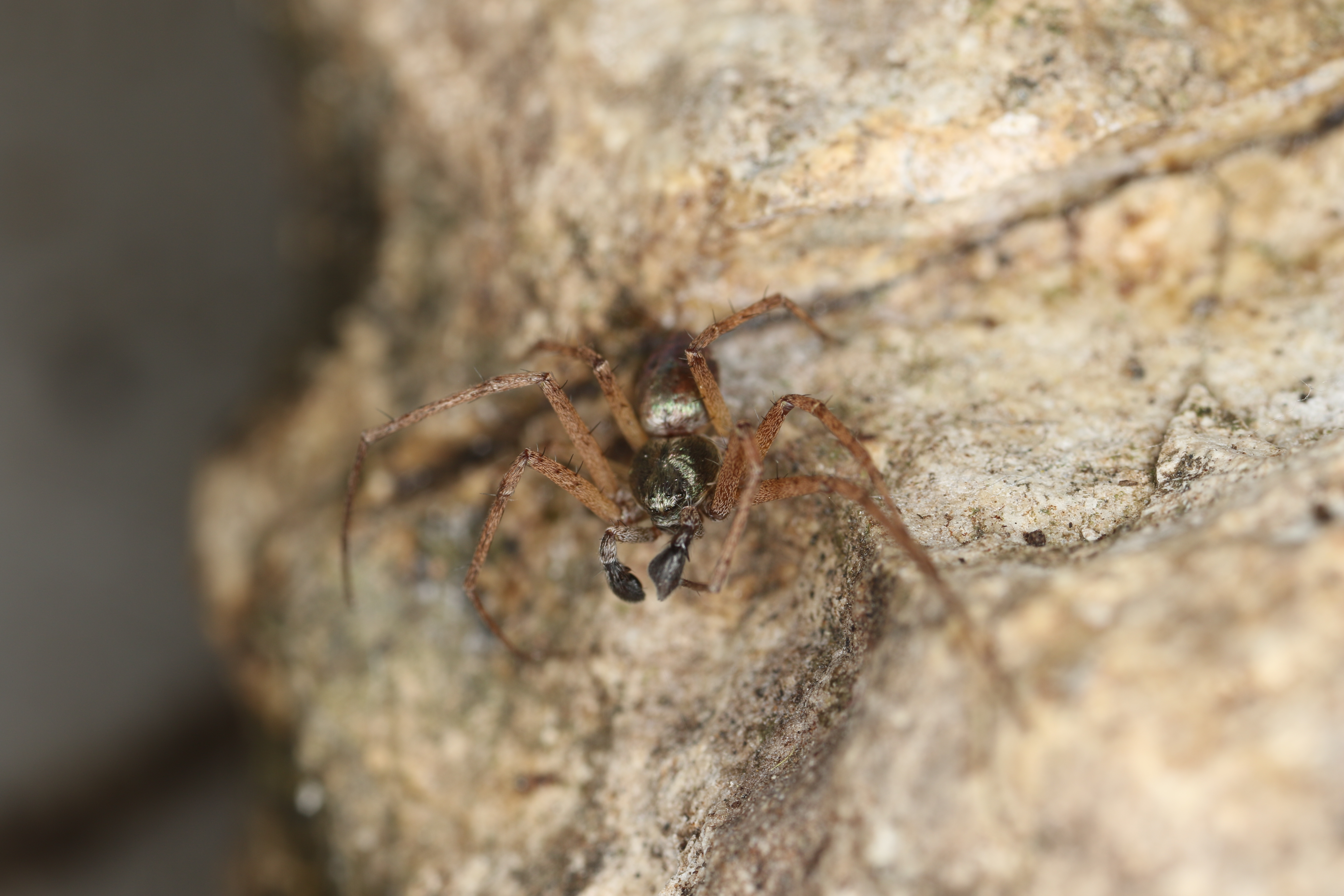
Frontalansicht eines Männchens
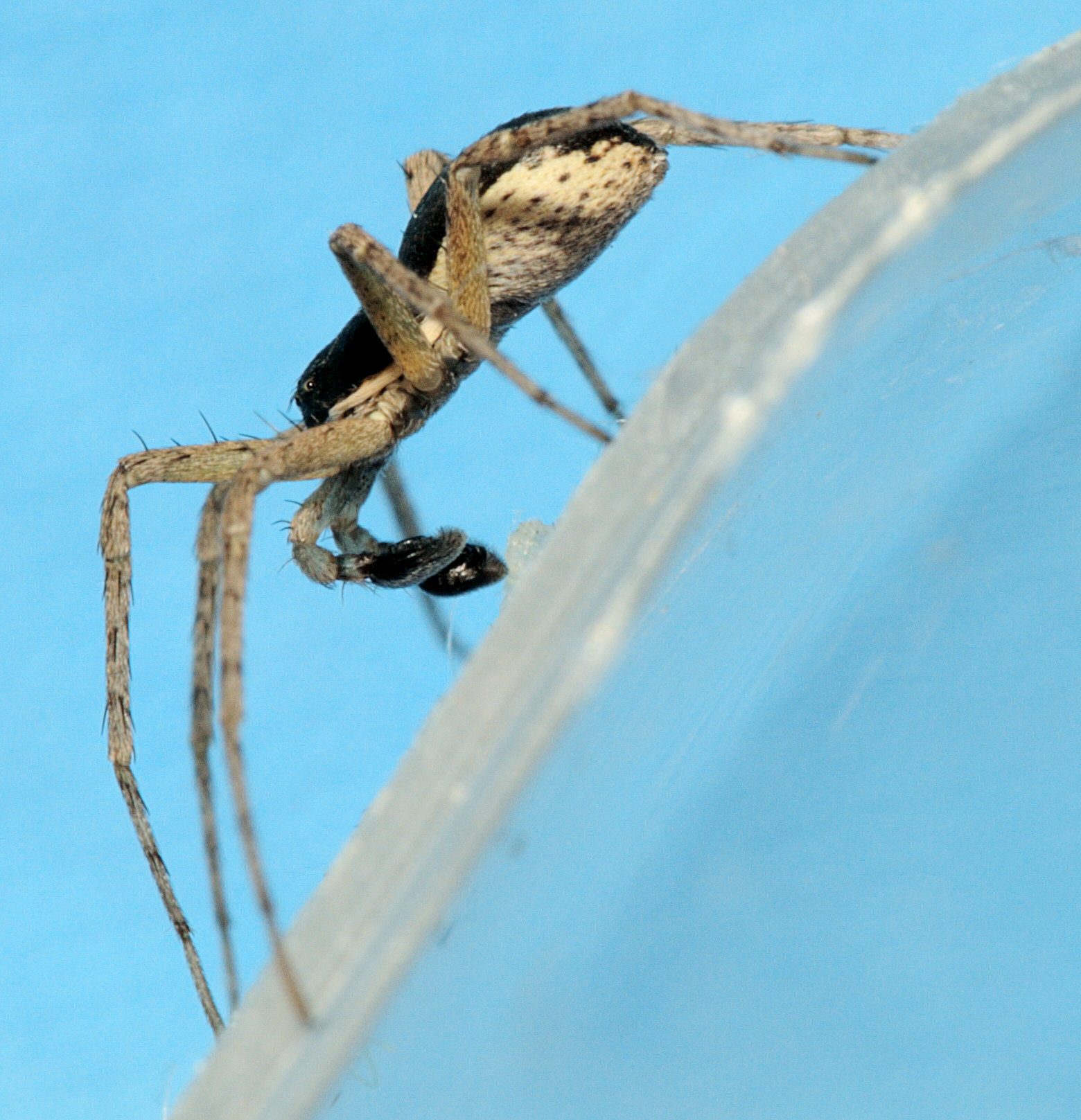
Lateralsicht eines Männchens
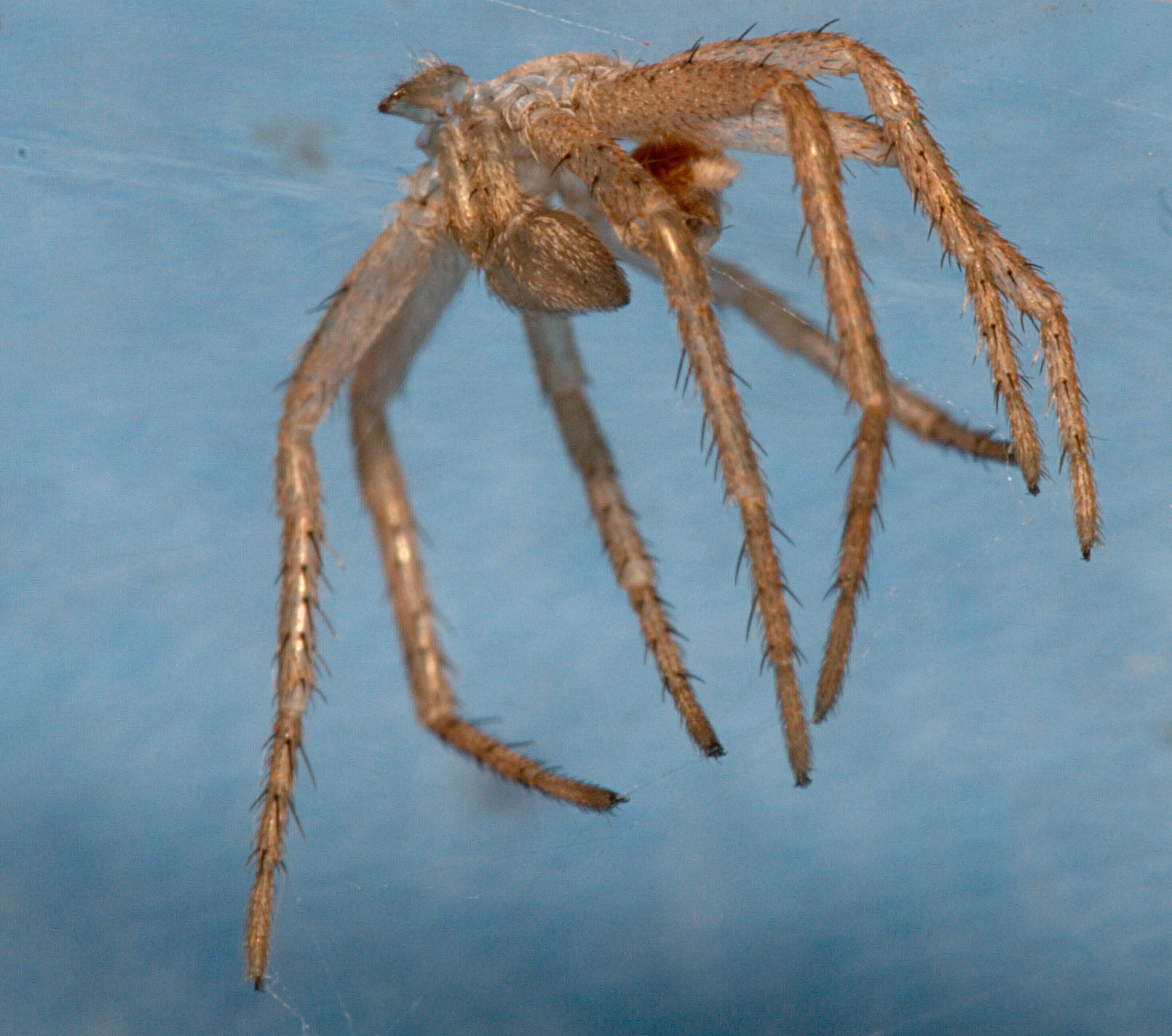
Exuvie eines Männchens
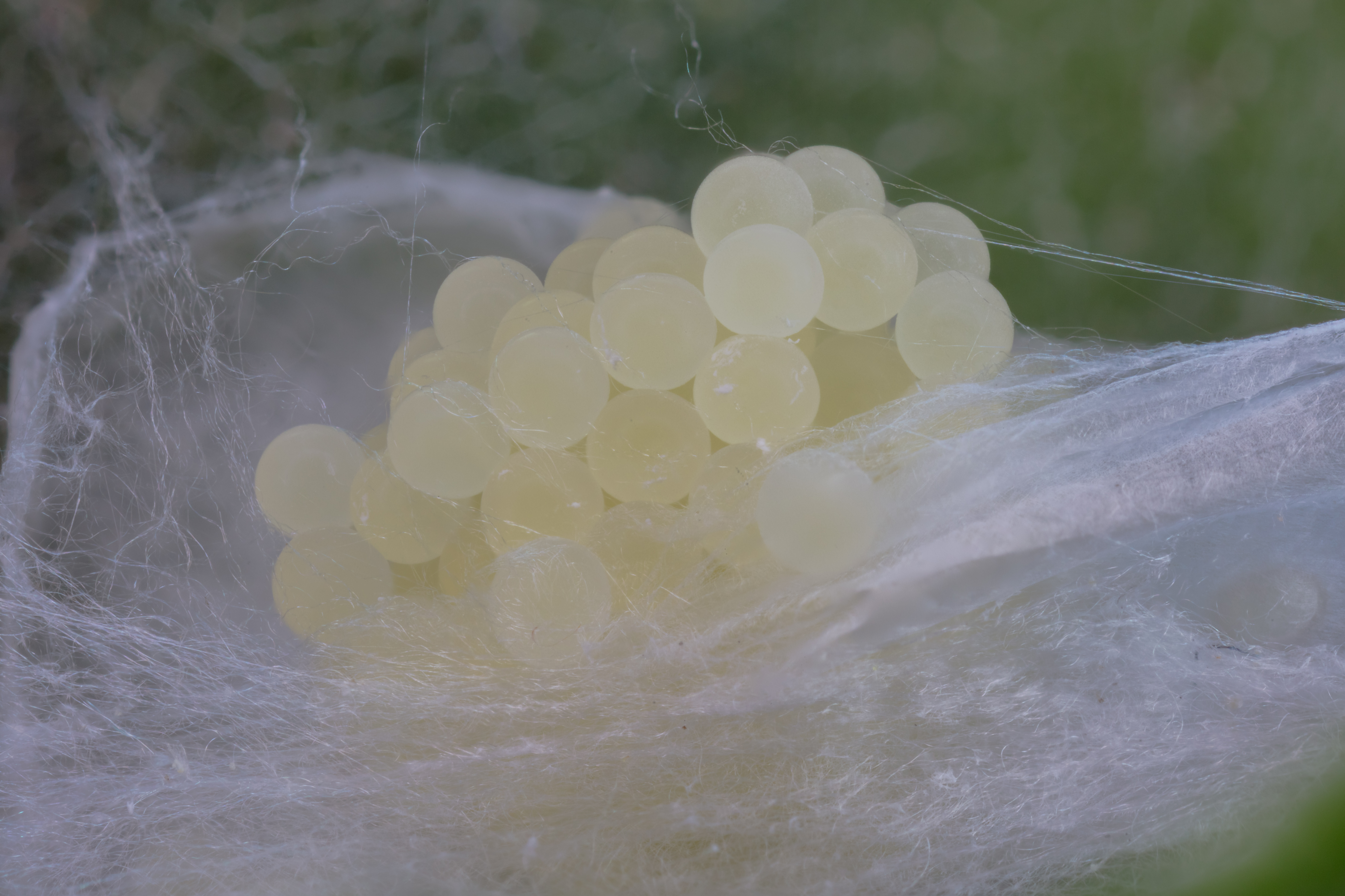
Eikokon